# Álvaro Mejía Pérez
Álvaro Mejía Pérez (Madrid, 18 de enero de 1982) es un exfutbolista español. Su posición habitual es la de defensa central, aunque también ha jugado de lateral derecho y de mediocentro defensivo. Debutó profesionalmente en el Real Madrid en la temporada 2003/2004 a las órdenes de Carlos Queiroz, y se retiró el 22 de agosto de 2020 en el Al-Shahaniya de la Qatar Stars League.

## Biografía
Comenzó su carrera deportiva en el Club Deportivo Las Rozas donde permaneció durante siete temporadas. De ahí se incorporó como cadete a las categorías inferiores del Real Madrid donde estuvo otros siete años pasando por todas las categorías hasta llegar al primer equipo. Su debut en Primera División con el Real Madrid se produjo en un partido frente al Villarreal el 24 de enero de 2004, encuentro que ganó el Real Madrid por 2-1.
Tras cuatro temporadas en el primer equipo blanco, en las que consiguió el título en la temporada 2006-2007, en la temporada 2007/2008 el Real Murcia realiza una oferta de 2 millones al equipo blanco y firma para las siguientes 4 temporadas. En la temporada 2007-2008 es fijo en las alineaciones para Lucas Alcaraz y para Javier Clemente, descendiendo con los pimentoneros a Segunda División. En la temporada 2008-2009, Javier Clemente lo nombre capitán del Real Murcia, y decide alinearlo como centrocampista.
En la temporada 2009-2010 debido a los problemas económicos del Real Murcia decide rebajar su ficha a la mitad, pese a haber recibido ofertas de otros clubs de Primera División.
En la temporada 2010/2011 ficha por el Arles-Avignon francés, debutante en la Ligue 1. En diciembre de 2011 abandona el club francés para incorporarse a las filas del Konyaspor de la Superliga de Turquía equipo en el que permanece hasta el final de la temporada 2011/2012.
La temporada 2012-2013 ficha por la Unión Deportiva Almería, donde es titular indiscutible en la primera vuelta. Una inoportuna lesión le aparta del equipo durante varios meses y vuelve paulatinamente a incorporarse en la dinámica del equipo, jugando un papel importante en la fase final de la competición y sobre todo en el play-off de ascenso donde el Almería se proclama vencedor al derrotar a la Unión Deportiva Las Palmas y al Girona, consiguiendo el ascenso a Primera División.
En la temporada 2013/2014 firma en el Ergotelis de Creta de la Superliga de Grecia donde es titular indisctutible a las órdenes del entrenador Marinos Ouzounidis, su buen rendimiento le lleva a fichar por el Al-Shahaniya de la Catar Stars League, donde permance seis temporadas hasta que se retira siendo el capitán del equipo.

## Clubes
| Club                    | País    | Temporada |
| ----------------------- | ------- | --------- |
| Real Madrid B           | España  | 2001-2002 |
| Real Madrid B           | España  | 2002-2003 |
| Real Madrid B           | España  | 2003-2004 |
| Real Madrid             | España  | 2003-2004 |
| Real Madrid             | España  | 2004-2005 |
| Real Madrid             | España  | 2005-2006 |
| Real Madrid             | España  | 2006-2007 |
| Real Murcia             | España  | 2007-2008 |
| Real Murcia             | España  | 2008-2009 |
| Real Murcia             | España  | 2009-2010 |
| Arles-Avignon           | Francia | 2010-2011 |
| Konyaspor               | Turquía | 2010-2011 |
| Konyaspor               | Turquía | 2011-2012 |
| Unión Deportiva Almería | España  | 2012-2013 |
| Ergotelis de Creta      | Grecia  | 2013-2014 |
| Al-Shahaniya            | Catar   | 2014-2015 |
| Al-Shahaniya            | Catar   | 2015-2016 |
| Al-Shahaniya            | Catar   | 2016-2017 |
| Al-Shahaniya            | Catar   | 2017-2018 |
| Al-Shahaniya            | Catar   | 2018-2019 |
| Al-Shahaniya            | Catar   | 2019-2020 |

Qatari Second Division

## Palmarés

### Campeonatos nacionales
| Título                   | Club        | Año       |
| ------------------------ | ----------- | --------- |
| Primera División         | Real Madrid | 2006-2007 |
| Segunda División B       | Real Madrid | 2001-2002 |
| Ascenso Primera División | UD Almería  | 2012-2013 |
| QatarGas League          | Catar       | 2017-2018 |